# Jab'a
Jab'a, en arabe : الجبعة, est un village du gouvernorat de Bethléem en Palestine, situé à 17 km au nord d'Hébron et à 15 km au sud-ouest de Bethléem, en Cisjordanie.
Selon le recensement du bureau central palestinien des statistiques, la localité compte une population de 1 121 habitants en 2017.